# Jimmie Spheeris
James „Jimmie“ Spheeris (* 5. November 1949 in Phenix City; † 4. Juli 1984) war ein US-amerikanischer Singer-Songwriter, der in den 1970er Jahren auf den Labels Columbia Records und Epic Records vier Alben veröffentlichte.
Er war griechischer Abstammung, Bruder der Regisseurin und Produzentin Penelope Spheeris und Cousin des Musikers Chris Spheeris sowie des Regisseurs Costa-Gavras.

## Leben
Spheeris kam in Phenix City zur Welt; er war Sohn von Juanita Gypsy und Andrew Spheeris, der Besitzer und Leiter eines Wanderzirkus namens „The Majick Empire“ war. Die Kindheit und das Heranwachsen in dieser Umgebung hatten großen Einfluss auf sein späteres Schaffen, den man zum Beispiel in Liedern wie Lost in the Midways und Decatur Street wiederfindet.
Spheeris hatte zwei Schwestern, Penelope und Linda, sowie einen Bruder, Andy. Nachdem sein Vater von einem streitsüchtigen Zirkusbesucher ermordet wurde, zog Gypsy Spheeris mit den Kindern nach San Diego, California. Schließlich ließ sich die Familie in Venice in Kalifornien nieder. Gypsy Spheeris arbeitete als Kellnerin in einer Bar auf der Main Street, die sich „The Circle“ nannte.
In den späten 1960er Jahren zog Jimmie nach New York City, um eine Songwriter-Karriere zu beginnen. In den liner notes seines Debütalbums dankt er seinem Freund und Kollegen Richie Havens, dafür, dass er Spheeris dem Geschäftsführer von Columbia Records, Clive Davis vorgestellt hat. Davis nahm Spheris für vier Alben unter Vertrag und sein Debüt erschien unter dem Columbia Label.
Mit dem 1971er-Debüt-Album Isle of View (dessen Titel eine Verballhornung der englischen Redeweise für „Ich liebe Dich“ = „I love you“ ist) gewann Spheeris eine treue Fangemeinde und der Song I am the Mercury wurde häufig im Radio gespielt. Nach Veröffentlichung des zweiten Albums, The Original Tap Dancing Kid, 1973 folgte eine Zeit, in der Spheeris intensiv auf Tour ging. Spheeris kehrte 1975 ins Studio zurück und veröffentlichte The Dragon is Dancing und ein Jahr später, 1976, Ports of the Heart.
Danach war sein Vertrag ausgelaufen und, abgesehen von einer 1980 veröffentlichten Single, Hold Tight, hat Spheeris kein weiteres Material mehr auf einem großen Plattenlabel veröffentlicht.
Am 4. Juli 1984 starb Jimmie Spheeris im Alter von 34 Jahren in Santa Monica, California, als sein Motorrad um zwei Uhr morgens von einem Laster angefahren wurde. Der Fahrer, Bruce Burnside, wurde wegen schweren Totschlags und des Führens eines Fahrzeuges unter Alkoholeinfluss angeklagt.
Nur wenige Stunden vor seinem Tod hatte Spheeris die Aufnahmen an seinem nächsten Album Spheeris beendet, das von Paul Delph produziert worden war. Dieses letzte Album wurde 16 Jahre lang nicht veröffentlicht. Delph nahm später zwei von Spheeris’ Liedern für sein eigenes Album A God That Can Dance neu auf.
Ein Stück auf Spheeris’ letztem Album, You Must Be Laughing Somewhere, bezieht sich auf das Leben seines Freundes, des Autors John Kennedy Toole, dessen Kurzgeschichte Die Verschwörung der Idioten 1981 nach seinem Tod mit dem Pulitzer-Preis für Belletristik ausgezeichnet wurde.
1998 begann das Independent-Label Rain Records zunächst mit der Wiederveröffentlichung von Spheeris’ Alben auf CD, musste die Veröffentlichung jedoch 2001 wieder einstellen, weil der Rechteinhaber von Spheeris’ Werken Sony Music Special Products die Lizenz hierfür zurücknahm.

## Musikstil
Spheeris komponierte hauptsächlich auf der Gitarre und dem Klaver. Stilistisch bewegte er sich überwiegend im Folk Music und Singer-Songwriter-Genre, obgleich er in späteren Werken auch Anleihen aus den Bereichen Jazz, Rockmusik, Jazz-Rock Fusion und New Wave Musik machte.
Mit wenigen Ausnahmen machten Spheeris’ Gitarren-Kompositionen von sogenannten Open Tunings, auch Alternate Tunings genannt, Gebrauch. Johnny Pierce (30. November 1953 – 12. Dezember 2005) arbeitete von 1973 bis 1980 mit Spheeris, sowohl im Studio als auch bei Live-Auftritten, zusammen und verfasste später umfangreiche Tablaturen über die Tunings, mit denen Spheeris während seines gesamten künstlerischen Schaffens gearbeitet hatte.
Spheeris’ stimmliche Bandbreite deckte hauptsächlich Bariton und Tenor ab, gestattete ihm aber auch gelegentliche Einlagen im Falsett. Von Musikkritikern und Fans wurde seine Stimme oft als „seelenvoll“, „schwermütig“ oder „rauchig“ beschrieben.
Sein langjähriger Freund Jackson Browne steuerte Back Vocals zum 1976er Album von Spheeris, Ports of the Heart, bei. Ebenfalls befreundet war Spheeris mit der Musikerin Laura Nyro, mit der er in den frühen 1970er Jahren in New York ein Appartement gemeinsam bewohnte.

## Diskografie
- Isle of View, 1971, Columbia 30988. Produced by Paul Leka.
- The Original Tap Dancing Kid, 1973, Columbia 32157. Produced by Felix Cavaliere.
- The Dragon is Dancing, 1975, Epic 33565. Produced by Henry Lewy.
- Ports of the Heart, 1976, Epic 34276. Produced by David Campbell.
- An Evening with Jimmie Spheeris (live), 1999, Rain Records RR005. Produced by Johnny Pierce.
- Spheeris, 2000, Rain Records RR006. Produced by Paul Delph.